# توم سلوبي
توم سلوبي (بالإنجليزية: Tom Sluby)‏ مواليد 18 فبراير 1962 في واشنطن العاصمة، هو لاعب كرة سلة أمريكي سابق. بدأ مسيرته الاحترافية في سنة 1984. تم اختياره من قبل فريق دالاس مافيريكس خلال الدرافت. حمل الرقم 7. يبلغ طوله 6 قدم 4 بوصة (1.9 م). اعتزل اللعب في 1985.

## روابط خارجية
- توم سلوبي على موقع إن بي أي (الإنجليزية)
- توم سلوبي على موقع سبورتس رفرنس (الإنجليزية)
- توم سلوبي على موقع كلية كرة السلة في سبورتس رفرنس.كوم (الإنجليزية)
- توم سلوبي على موقع ريلجم (الإنجليزية)
- توم سلوبي على موقع بروبوليرز (الإنجليزية)